# Loxosceles maraisi
Espèce
Loxosceles maraisi est une espèce d'araignées aranéomorphes de la famille des Sicariidae.

## Distribution
Cette espèce est endémique de Namibie. Elle se rencontre vers Zais et Maltahöhe.

## Description
Les mâles mesurent de 5,6 à 7,3 mm et les femelles de 9,2 à 12,0 mm.

## Étymologie
Cette espèce est nommée en l'honneur d'Eugène Marais.

## Publication originale
- Lotz, 2017 : An update on the spider genus Loxosceles (Araneae: Sicariidae) in the Afrotropical region, with description of seven new species. Zootaxa, vol. 4341(4), p. 475-494.